# Nagy Marcell (festőművész)
Nagy Marcell (Debrecen, 1994. december 20. –) magyar festőművész.

## Életpályája
Budapesten él, ám időnként Debrecenben is alkot. 2009 és 2013 között a Medgyessy Ferenc Gimnázium angol szakos tanulója volt. Később kipróbálta magát a grafikában, végül pedig 2015-ben a Magyar Képzőművészeti Egyetem festőművész szakos hallgatója lett. Alkotásai megtalálhatóak külföldi és hazai magángyűjteményekben is.

## Kiállításai

### Egyéni
- 2020. szeptember 19. – október 31. – Spontán Spiritualizmus – Malter, Debrecen
- 2020. szeptember 09. – október 31. – II. Kirakat Kiállítás – Piac utca 72., Debrecen
- 2020. augusztus 14. – 18. – Bor, mámor, Bénye – Erdőbénye
- 2020. június 26. – augusztus 14. – Kirakat Kiállítás – Debrecen, Piac utca 59.

### Csoportos
- 2020. november 21. – 27. – V. Művészek a heti betevőért – Godot Kortárs Művészeti Intézet, Budapest
- 2020. október 17. – november 7. – Virágzás – Sesztina Galéria, Debrecen
- 2020. augusztus 1. – 22. – Art Garten – Lovas (Balaton)
- 2019. december – Új Hullám II. – B24 Galéria, Debrecen
- 2019. november 21. – 27. – IV. Művészek a heti betevőért – Godot Kortárs Művészeti Intézet. Budapest
- 2019. június – Terem, Godot Galéria, Budapest
- 2019. április – Fundamenta-Amadeus, MKE Barcsay Terem, Budapest
- 2019. január – Szög projekt, MÜSZI, Budapest
- 2018. szeptember – Vad Art – Dürer Kert, Budapest
- 2018. június  – LocusFocus – Godot Galéria, Budapest
- 2018. április – Fundamenta-Amadeus, MKE Barcsay Terem, Budapest
- 2018. április – Pszinapszis – ELTE Pszichológia Intézet, Budapest
- 2017. december – Új Hullám, B24 galéria, Debrecen
- 2016 Ecsetkész, Ikon, Debrecen